# 俞家骅
俞家骅（1939年7月—2019年3月11日），男，上海人，中华人民共和国政治人物。

## 生平
1956年，俞家骅考入清华大学制造电机系电力网及电力系统专业。1962年毕业后，出任第一拖拉机制造厂冶金处、技术处技术员。文化大革命爆发后，1968年至1972年，他被下放第一拖拉机制造厂装配一分厂劳动。1972年至1982年，升任第一拖拉机制造厂装配一分厂动力员、副科长、科长。1982年至1984年，任第一拖拉机制造厂装配一分厂副厂长。1984年，任第一拖拉机制造厂厂长助理。
1985年2月，俞家骅出任河南省经济体制改革委员会副主任。1985年12月，担任第一拖拉机制造厂副厂长。1991年1月至1993年4月，先后担任第一拖拉机制造厂厂长、中国第一拖拉机工程机械联营公司总经理、第一拖拉机工程机械集团总经理等职。1993年4月，改任河南省人民政府副省长。1998年1月，出任河南省人大常委会副主任。2003年5月7日至17日，率领河南省中日旅游友好交流促销团访问日本。2004年4月退休。2019年3月11日，在郑州逝世，享年80岁。